# Σ (アルバム)
『Σ』（シグマ）は、日本の音楽ユニット、eufoniusの4枚目のアルバム。2007年1月31日に発売された。

## 概要
「eufonius+」以来1年9ヵ月ぶりの自主制作アルバムで、ファンタジーをテーマとしている。とらのあな・メロンブックス・あきばお〜・ヤマギワソフト・amazonの5店で限定発売された。

## 収録曲
1.のみ作詞・作曲・編曲：菊地創、その他は作詞：riya、作曲・編曲：菊地創
1. ring
1分強程度の短い曲。終わりの部分は次の「fantajius」へとつながっており、サビのメロディーもほぼ同一である。
2. fantajius
曲名は「fantasy」と「eufonius」を合わせた造語。「ファンタジアス」と読む。
3. 光の雨
ベースは菊地が演奏している。
4. ルベージュ
曲名はロシア語で「境界線」の意味。eufoniusの好む転調が激しい曲である。
5. ベルーカ
イヌを主役とした曲。同じく動物を題材とした曲に『メトロクローム』収録の「シラタマ」がある。
6. delete
7. ナルキッソス
パソコンゲーム「narcissu SIDE 2nd」オープニング主題歌。